# Pavel Nikolaïevitch Nazimov
Pavel Nikolaïevitch Nazimov (en russe : Павел Николаевич Назимов), né le 9 juillet 1829 et mort le 24 décembre 1902, est un navigateur russe, amiral (1901).

## Biographie

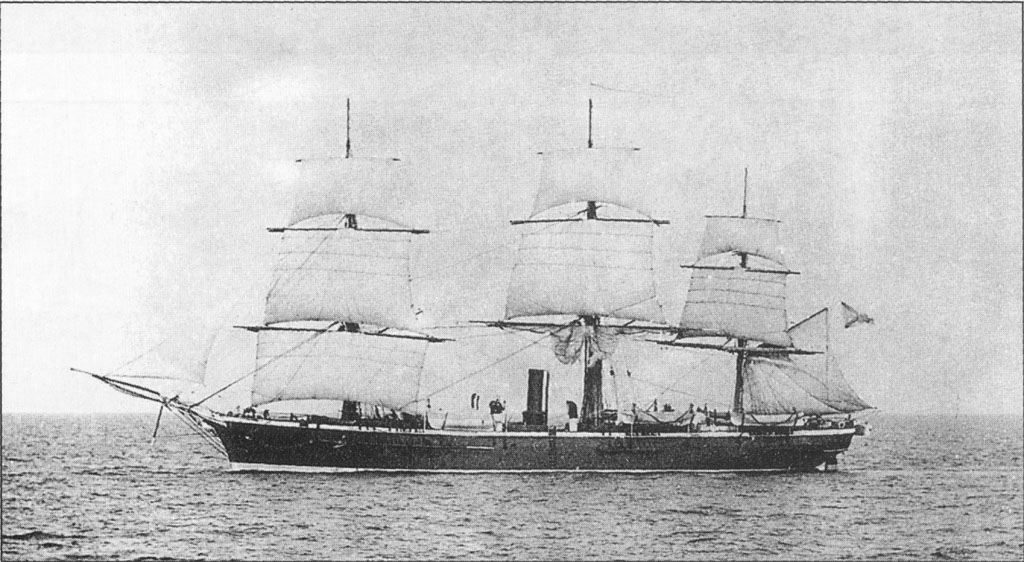
Corvette Vityaz.

De 1852 à 1853 Nazimov sert au rang de lieutenant de marine à bord du navire de transport Dvina (Двина), placé sous le commandement Petr Nikolaïevitch Redaktirovariev. Il prend part à une expédition, partie de Kronstadt, qui le mène par le cap de Bonne-Espérance en Tasmanie et à Sydney, en Australie, puis à Petropavlovsk-Kamtchatski en passant par Okhotsk avant de rentrer au port de Saint-Pétersbourg. En 1854, au cours de la guerre de Crimée, Pavel Nikolaïevitch Nazimov participe à la défense de Kronstadt lors de l'attaque de la flotte britannique.
En 1855-1857 il effectue une expédition autour de l'Europe occidentale. De 1858 à 1861 il remplit les fonctions d'attaché du Consulat de la Russie impériale à Hakodate au Japon.
Au grade de capitaine deuxième classe (grade correspondant à celui de lieutenant-colonel dans l'infanterie ou l'armée de l'air) il exerça le commandement à bord de la corvette Vityaz (Витязь - Construction 1821 -Lancement 24 juillet 1862 - Destruction 1895) afin d'effectuer une étude cartographique, Nazimov quitta Kronstadt en 1870, il traversa l'océan Atlantique, puis par le détroit de Magellan il atteignit la Nouvelle-Guinée, en ce lieu, il donna le nom de sa corvette à un détroit (détroit de Vityaz). Par la suite, en longeant les côtes du Japon, de la Chine, de l'Inde, il gagna la péninsule arabique, empruntant le canal de Suez, la mer Méditerranée, le détroit de Gibraltar et la Manche il atteignit Saint-Pétersbourg en 1871.
En 1871-1874 Pavel Nikolaïevitch entreprit une nouvelle expédition au large des côtes du Japon il fut également promu capitaine 1re classe (grade correspondant à celui de colonel dans la l'infanterie ou l'armée de l'air).
De 1878 à 1881 il exerça le commandement à bord du croiseur Minine, il navigua en Méditerranée et dans l'océan Pacifique. En 1889-1891, au grade de vice-amiral, il reçut le commandement d'une escadre du Pacifique. Il accompagne l'héritier impérial dans son voyage en Extrême-Orient, dans la ville d'Ōtsu le 11 mai 1891 et assista à la tentative d'assassinat sur le tsarévitch.
De 1892 à 1898 il est le chef du Bureau d'hydrographie. Il décède le 24 décembre 1902.

### Famille
Fils du vice-amiral Nikolaï Nikolaïevitch Nazimov, frère de Nikolaï Nikolaïevitch Nazimov (1822-1867), d'Alexandre Nikolaïevitch Nazimov et de Konstantin Nikolaïevitch Nazimov, ces derniers firent également une carrière militaire dans la Marine impériale de Russie. Son frère, Nikolaï, fut également un amiral de la Marine russe et un explorateur de l'Extrême-Orient.